# Macul
Macul este un oraș și comună din provincia Santiago, regiunea Metropolitană Santiago, Chile, cu o populație de 112.535 locuitori (2012) și o suprafață de 12,9 km2.